# Hochzeitsbitten

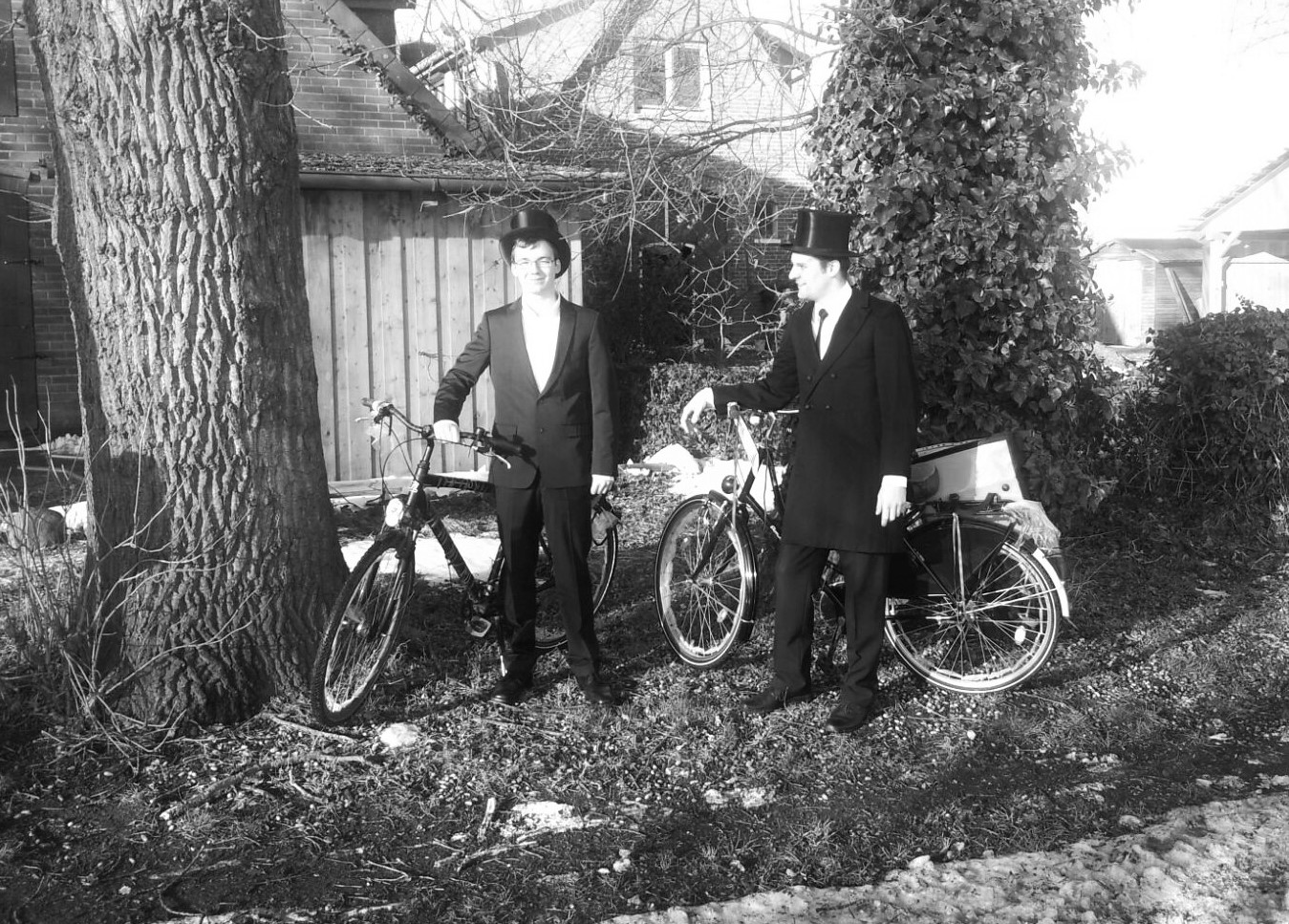
Hochzeitsbitter mit geschmückten Fahrrädern

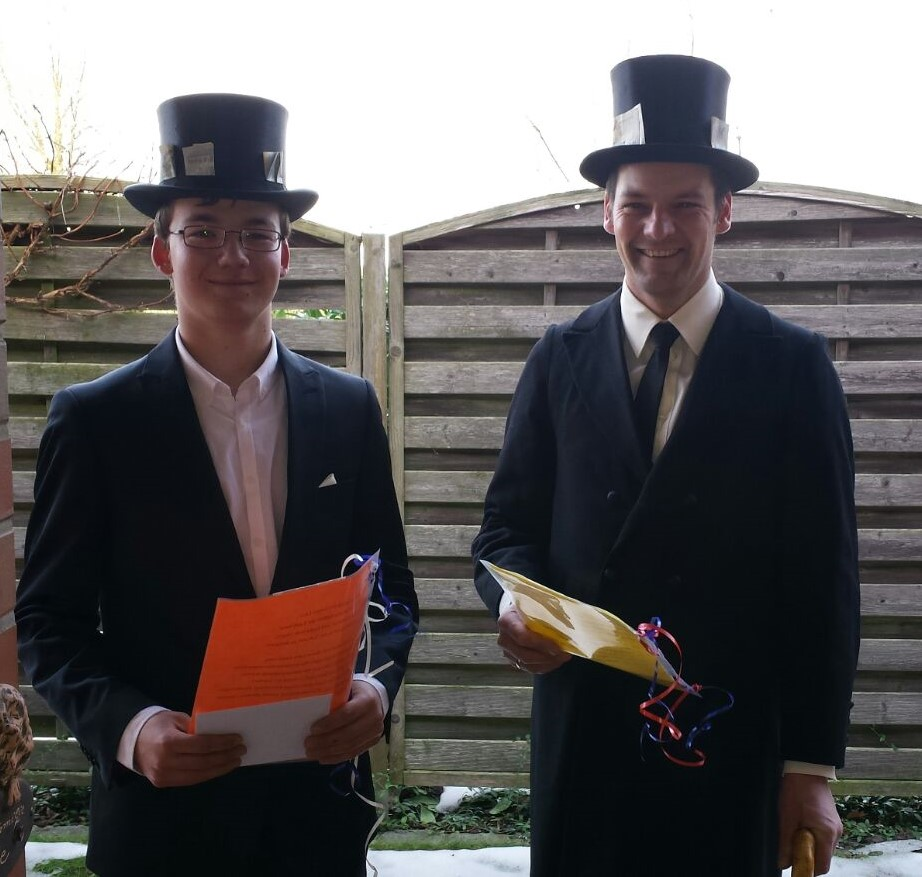
Hochzeitsbitter beim Vortragen der Einladung

Als Hochzeitsbitten wird ein traditioneller norddeutscher Brauch bezeichnet, bei dem die Gäste durch eine oder mehrere vom Hochzeitspaar bestimmten Person(en) zur Hochzeitsfeier eingeladen werden. Dabei werden die Gäste von den Hochzeitsbittern unangekündigt zu Hause aufgesucht, um die Einladung persönlich zuzustellen. In anderen Regionen gibt es vergleichbare Bräuche (siehe hierzu Hochzeitsbitter).
Die Hochzeitsbitter kleiden sich dabei traditionell mit Frack und Zylinder. Für den Weg zu den Gästen werden in der Regel bunt geschmückte Fahrräder verwendet. Außerdem wird vom zukünftigen Hochzeitspaar ein Wanderstock übergeben, an den jeder eingeladene Gast ein Stoffbändchen anbringen solle. Dieser behängte Stock wird am Tag der Hochzeitsfeier dem Hochzeitspaar als Nachweis der zugestellten Einladungen übergeben. Bei den einzuladenden Gästen angekommen, wird an der Haustür die Einladung in Form eines vorgetragenen Gedichtes überbracht.
Um für die Strapazen des weiteren Weges gewappnet zu sein, erhalten die Hochzeitsbitter vor Ort in der Regel ein oder mehrere meist alkoholische Getränke. Art und Menge wird dabei durch die eingeladene Person bestimmt. Die Hochzeitsbitter besitzen hierbei kein Votumsrecht („es wird getrunken was auf den Tisch kommt“).
Während des Besuches bekommen die Hochzeitsbitter einen oder mehrere Geldschein(e), die an den Zylinder gesteckt werden. Das gesammelte Geld wird meistens zur Unterstützung der Finanzierung eines Junggesellen(-innen)abschiedes verwendet.
Häufig berichten die Hochzeitsbitter den Gästen am Tag der Hochzeitsfeier von ihrer Reise und den Ereignissen hierbei.